# Đội tuyển Fed Cup Venezuela
Đội tuyển Fed Cup Venezuela đại diện Venezuela ở giải đấu quần vợt Fed Cup và được quản lý bởi Liên đoàn Quần vợt Venezuela.

## Lịch sử
Venezuela tham dự kì Fed Cup đầu tiên vào năm 1984.  Thành tích tốt nhất của đội là vào Play-off Nhóm Thế giới các năm 1998 và 2001.

## Đội hình hiện tại (2017)
- Andrea Gámiz
- Aymet Uzcátegui
- Adriana Pérez
- Maria Gabriela Linares de Faría